# Kazimierz Lasecki
Kazimierz Lasecki (ur. w 1958) – polski lekkoatleta, który specjalizował się w biegach długich.
Dwukrotny reprezentant Polski w mistrzostwach świata w biegach przełajowych. Uczestnik maratonów m.in. w Bostonie i Berlinie. W roku 1988 startował w Hamburg-Marathon. Brązowy medalista mistrzostw Polski na dystansie 20 km w 1989. Reprezentował klub Legia Warszawa. Obecnie jest wiceprezesem firmy Action.

## Rekordy życiowe
| Konkurencja                   | Rezultat  | Miejsce   | Data            |
| ----------------------------- | --------- | --------- | --------------- |
| Bieg na 1500 m.               | 3:46,50   | Poznań    | 14 czerwca 1979 |
| Bieg na 3000 m.               | 8:06,20   | Sopot     | 29 lipca 1981   |
| Bieg na 5000 m.               | 13:57,97  | Warszawa  | 25 maja 1986    |
| Bieg na 10000 m.              | 29:05,08  | Grudziądz | 26 czerwca 1985 |
| Maraton                       | 2:13:37,0 | Dębno     | 6 kwietnia 1986 |
| Bieg na 3000 m z przeszkodami | 8:39,31   | Sopot     | 31 lipca 1983   |